# Jonah Peretti
Jonah H. Peretti (Condado de Contra Costa, 1 de enero de 1974) es un empresario estadounidense, cofundador y director ejecutivo de BuzzFeed, y cofundador de The Huffington Post.

## Biografía
Aunque nació en California, Peretti  creció en Oakland. Su padre, abogado penalista y pintor, es de ascendencia italiana y su madre, maestra de escuela, es judía. Se graduó en estudios ambientales en 1996 en la Universidad de California en Santa Cruz y, posteriormente, obtuvo un postgrado en el MIT Media Lab.
Mientras estaba en el MIT, el mensaje que escribió a Nike solicitando imprimir "trabajo esclavo" en las zapatillas personalizadas se volvió viral.
Jonah Peretti fundó en 2005 The Huffington Post, un agregador de comentarios de ideología liberal y progresista, el sitio se lanzó el 9 de mayo de 2005,
junto con Andrew Breitbart, Arianna Huffington y Kenneth Lerer,
En 2006 fundó en Nueva York, junto con John S. Johnson III, BuzzFeed, una empresa de medios de comunicación de Internet  centrada en el seguimiento del contenido viral.
El 20 de abril de 2023, se anunciaba el cierre de BuzzFeed, debido a la competencia y a la imposibilidad de hacer económicamente rentable el proyecto.
Es el hermano mayor de la comediante Chelsea Peretti.